# Jan Kudra
Jan Kudra, né le 5 juillet 1937 à Łódź et mort le 31 janvier 2023, est un coureur cycliste polonais qui courait dans les années 1960. 
Vainqueur à deux reprises du Tour de Pologne, il fait partie de la sélection cycliste nationale et dispute de nombreuses compétitions hors des frontières. En France, il participe au premier Tour de l'Avenir en 1961. Dans cette épreuve, en 1964, il remporte une étape. Il est aussi un habitué de la Course de la Paix. En France encore, il participe en 1966 au Grand Prix cycliste de L'Humanité et y remporte la dernière étape.

## Biographie
Natif de Łódź, ville située dans la région centrale de la Pologne, Jan Kudra est sociétaire au club cycliste local du Spolem Łódź. Athlète d'un gabarit moyen, il accède à la notoriété en 1960 : champion de Pologne sur route, il termine second du Tour de Pologne et seul polonais à monter sur le podium, puisque le vainqueur est un coureur belge, Roger Diercken, et le troisième est le soviétique Anatoli Olizarenko. Le cyclisme polonais dispose pourtant de solides individualités, tels Stanisław Królak, Kazimierz Gazda, 4e et 5e, Bogusław Fornalczyk, 8e. Mais Jan Kudra est un bon rouleur, capable de gagner contre-la-montre : il remporte l'étape contre-la-montre en 1962, année de son premier succès dans le Tour national, et un grimpeur honorable : en 1963, il remporte le Prix des grimpeurs de ce même tour.
Jan Kudra, trois fois Champion de Pologne, a participé à deux Tours de l'Avenir en y remportant une étape, à cinq Courses de la Paix en y remportant une étape. Il a terminé huit Tour de Pologne, en remportant deux et y gagnant quatre étapes. Il a participé aux Jeux olympiques de Tokyo et à plusieurs championnats du monde sur route.

## Palmarès
| - 1960 - Champion de Pologne sur route - 2e du Tour de Pologne - 1961 - Champion de Pologne de course aux points - 1962 - Champion de Pologne sur route - Champion de Pologne sur route par équipes - Champion de Pologne de poursuite par équipes - Tour de Pologne : - Classement général - 4e et 6ea étapes (2 contre-la-montre) - 8e du championnat du monde sur route amateurs - 1963 - Champion de Pologne sur route par équipes - 2e étape du Tour de Pologne - 2e du championnat de Pologne de course aux points - 1964 - Champion de Pologne sur route - Champion de Pologne sur route par équipes - 12e étape du Tour de l'Avenir | - 1965 - Dookoła Mazowsza : - Classement général - 1re et 3e étapes - 3e de la Course de la Paix - 1966 - 4e étape de la Course de la Paix - 2e et 19e étape du Tour du Mexique - 3e étape du Grand Prix cycliste de L'Humanité - 12e étape du Tour de Yougoslavie - 3e du championnat de Pologne sur route - 1967 - Champion de Pologne de course aux points - 7e étape du Tour de Cuba (contre-la-montre par équipes) - 1968 - Tour de Pologne : - Classement général - 10e étape - 2e du championnat de Pologne de course aux points |  |